# Eva Vital
Eva de Noronha Vital (8 de Julho de 1992, Macau) é uma atleta portuguesa, que representa o Sporting Clube de Portugal.

## Biografia
Nasceu em Macau, em 1992; atualmente território chinês, na época era território sob administração portuguesa. Filha de pai português e mãe macaense. Foi viver para Portugal aos 6 anos de idade. É irmã de Ivo Vital, também ele atleta de velocidade.
Representou a ACDR Arneirense, clube da cidade das Caldas da Rainha de 2006 até 2009. Em 2010 transferiu-se para o SL Benfica.
As suas especialidades são os 100 metros barreiras e o salto em comprimento.

## Recordes pessoais
- 100 metros: 12,02 (Lisboa - 2011)
- 100 metros barreiras: 13,39 (Tampere - 2009)
- Salto em comprimento: 5,98 (Viseu - 2009)
- 4 x 100 metros estafetas: 44,70 (Leiria - 2009) (Recorde de Portugal) (Equipa composta por: Naide Gomes; Carla Tavares; Sónia Tavares e Eva Vital)

## Campeonato Mundial de Juniores
- (2010 - Moncton, Canadá) 100 metros barreiras (Meias Finais)

## Distinções
- Troféu Afonso Lopes Vieira para personalidade do desporto do Distrito de Leiria [2]
- Medalha de Mérito Grau Bronze da Cidade de Caldas da Rainha.[3]